# Rhapsody of the Seas
Rhapsody of the Seas (укр. Пишність морів) — круїзне судно класу Vision, що перебуває у власності компанії «Royal Caribbean Cruises Ltd.» та експлуатується оператором «Royal Caribbean International». Ходить під прапором Багамських островів із портом приписки в Нассау.

## Історія судна
Судно було закладене 10 грудня 1995 року на верфі «Chantiers de l’Atlantique» в Сен-Назері, Франція. Спуск на воду відбувся 1 серпня 1996 року. 22 квітня 1997 року судно здано в експлуатацію та передано на службу флоту компанії-замовника. 19 травня того ж року здійснило перший рейс. Протягом 1997—2005 років лайнер ходив під норвезьким прапором із портом приписки в Осло. У 2012 році судно пройшло капітальний ремонт, в результаті якого змінило ряд технічних параметрів.
Хрещеною мамою судна стала Боділ Вільємсен. Перший рейс здійснений 19 травня 1997 року з Нью-Йорка по узбережжі США. З часу введення в експлуатацію судно здійснило круїзи по Карибському басейні, тихоокеанському узбережжі США до Аляска, Австралії та Нової Зеландії. За цими ж маршрутами працює і нині.